# Фотостудия Бахраха
Bachrach Studios — одна из старейших постоянно действующих фотостудий в мире.

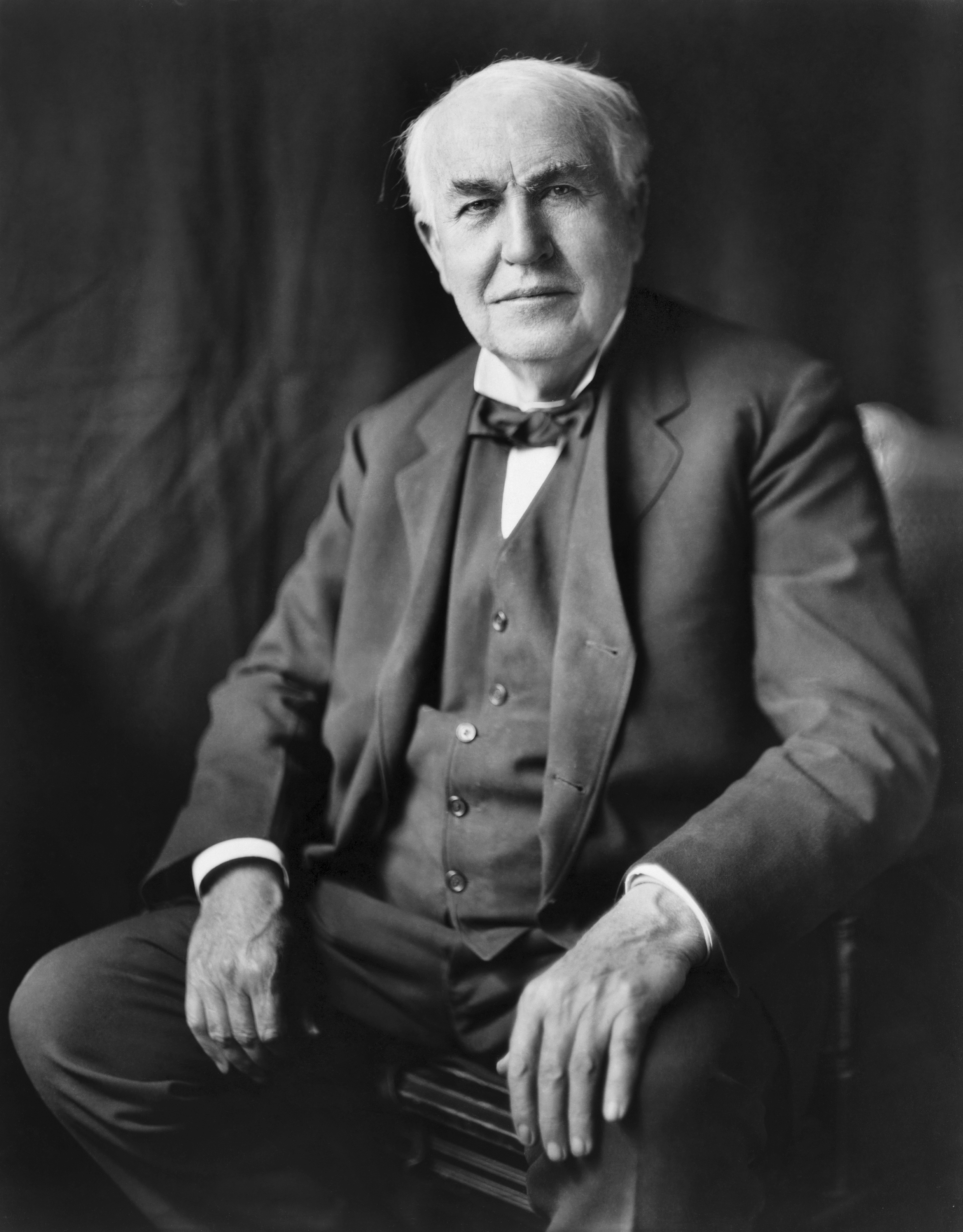
Портрет Томаса Эдисона, созданный Бахрахом. 1922 год (восстановленная версия)

## История
Фотостудия была основана в Балтиморе в 1868 году Дэвидом Бахрахом-младшим.
Основатель студии сделал единственную фотографию Геттисбергского обращения Авраама Линкольна. С тех пор студия сфотографировала каждого главу США, а её основатель поставил перед собой цель сфотографировать всех важных людей, которых он мог. Он попросил и получил разрешение фотографировать таких знаменитостей, как Чарльз Линдберг и Калвин Кулидж. В продолжение его работы студия, среди прочего, создала портреты Альберта Эйнштейна, Томаса Эдисона, Генри Форда, Элеоноры Рузвельт  и Мухаммеда Али.
В 1919 году компания наняла Пола Гиттингса, который открыл и управлял Bachrach Studios в Техасе. В 1929 году у Bachrach Studio было 48 офисов по всей территории Соединенных Штатов. Во время Великой депрессии Бахрах сократил масштабы компании и продал студии в Техасе компании Gittings.
По состоянию на 2010 год Bachrach Studios остается семейным бизнесом.